# Jolanda Egger
Jolanda Risi (geborene Jolanda Egger; * 8. Januar 1960 in Luzern) ist eine Schweizer Schauspielerin, Schönheitskönigin, Model und Rennfahrerin.

## Leben
Im November 1980 vertrat sie ihr Land bei der Wahl zur Miss International in Tokio, nachdem sie bei der Wahl zur Miss Schweiz ins Finale gelangt war. Im Juni 1981 erreichte sie bei der Miss Europe in Birmingham das Semifinale.
Grössere Bekanntheit erlangte sie durch das Männermagazin Playboy. Sie war im Juni 1983 gleichzeitig in der US-Ausgabe und in der deutschen Ausgabe als Playmate des Monats abgelichtet und wurde in Deutschland zum Playmate des Jahres 1983 gewählt. Sie lebte ein Jahr lang in der Playboy-Villa von Hugh Hefner.
1986 heiratete sie ihren Landsmann Marc Surer, damals Formel-1-Rennfahrer, von dem sie 1993 wieder geschieden wurde. Während der Ehe mit Marc Surer begann sie eine Rennsportkarriere, die sie unter dem Namen Jolanda Surer durch einige Nachwuchsklassen bis in die deutsche Formel-3-Serie führte. Dort fuhr sie in den Jahren 1990 und 1991 unter anderem im Team ihres Landsmannes Jacques Isler.
1997 heiratete Jolanda Surer Patrick Tavoli. Auch diese Ehe hielt sieben Jahre und es gingen aus ihr zwei Kinder hervor.
Jolandas dritter Ehemann ist Jacques Risi. Die Hochzeitsfeier wurde am 8. Januar 2010, ihrem 50. Geburtstag, gefeiert. Sie heisst jetzt offiziell Jolanda Risi.
Im April 2024 kandidierte Jolanda Egger (SVP) für den Grossen Stadtrat Luzern.

## Filmografie (Auswahl)
- 1983: Die Spider Murphy Gang
- 1986: Das Traumschiff: Bali